# Valerij Nyikolajevics Glusakov
Valerij Nyikolajevics Glusakov (Nurinszkij járás, 1959. március 17. – Moszkva, 2017. március 29.) szovjet-orosz labdarúgó, edző.

## Pályafutása

### Klubcsapatban
1976-ban a Szpartak Moszkva korosztályos csapatában játszott és még ebben az évben bemutatkozott az első csapatban, ahol 1977-ig szerepelt. 1977-ben a Szpartak Rjazany, 1978-ban a Krasznaja Presznya labdarúgója volt. Az 1979-es idényben a Szpartak Moszkva és a taskenti Pahtakor csapatában szerepelt. 1980 és 1984 között a CSZKA Moszkva, 1985 és 1987 között az SZKA Rosztov, 1988-ban ismét a CSZKA, 1989 és 1990 között a Kotajk játékosa volt. 1991-ben a finn Kuusysi csapatához szerződött, ahol először bajnok, majd a következő idényben ezüstérmes lett az együttessel. 1995-ben tért haza a CSZKA csapatához. 1996-ban a kazah Munajsi csapatában fejezte be az aktív labdarúgást.

### Edzőként
1999 és 2002 között a Nyika Moszkva vezetőedzője volt. 2006 és 2017 között a Nyika második és korosztályos csapatainál edzősködött.

## Sikerei, díjai
Szpartak Moszkva
- Szovjet bajnokság
  - bajnok: 1979

 Kuusysi
- Finn bajnokság
  - bajnok: 1991
  - 2.: 1992